# Marco Valli
Marco Valli (ur. 29 czerwca 1985 w Mediolanie) – włoski polityk, poseł do Parlamentu Europejskiego VIII kadencji.

## Życiorys
Ukończył szkołę średnią o profilu biznesowym. Pracował jako konsultant, w 2013 został zatrudniony w rzymskich strukturach Ruchu Pięciu Gwiazd. W wyborach w 2014 z listy tego ugrupowania uzyskał mandat eurodeputowanego. W 2018 został wykluczony z partii.